# 361P/Spacewatch
361P/Spacewatch è una cometa periodica appartenente alla famiglia delle comete gioviane. La cometa è stata scoperta l'11 settembre 2017 , in effetti l'oggetto era già stato scoperto come asteroide l'11 ottobre 2006 .